# Чемпионат мира по шоссейным велогонкам 1989
Чемпионат мира по шоссейным велогонкам 1989 года проходил в Шамбери, Франция.

## Медалисты
| Велогонка     | Золото                                                                          | Золото   | Серебро                                                                          | Серебро     | Бронза                                                                    | Бронза      |
| ------------- | ------------------------------------------------------------------------------- | -------- | -------------------------------------------------------------------------------- | ----------- | ------------------------------------------------------------------------- | ----------- |
| Мужчины       |                                                                                 |          |                                                                                  |             |                                                                           |             |
| Профессионалы | Грег Лемонд · США                                                               | 6ч45’49" | Дмитрий Конышев · СССР                                                           | то же время | Шон Келли · Ирландия                                                      | то же время |
| Любители      | Йоахим Халупчок · Польша                                                        |          | Эрик Пишон · Франция                                                             |             | Кристоф Манен · Франция                                                   |             |
| Команды       | ГДР · Марио Куммер · Майк Ландсман · Ян Шур · Фальк Боден                       |          | Польша · Зенно Яскула · Йоахим Халупчок · Марек Лесневский · Анджей Сыпытковский |             | СССР · Юрий Мануйлов · Виктор Климов · Евгений Загребельный · Олег Галкин |             |
| Женщины       |                                                                                 |          |                                                                                  |             |                                                                           |             |
|               | Жанни Лонго · Франция                                                           | 1ч56’41" | Катрин Марсаль · Франция                                                         | +4’05"      | Мария Канинс · Италия                                                     | то же время |
| Команды       | СССР · Надежда Кибардина · Тамара Полякова · Лайма Зилпорите · Наталья Мелёхина |          | Италия · Моника Бандини · Роберта Бонаноми · Мария Канинс · Франческа Галли      |             | Франция · Валери Симонне · Сесиль Оден · Катрин Марсаль · Натали Канте    |             |